# Frankford (Delaware)
Frankford je gradić u američkoj saveznoj državi Delaware. Prema popisu stanovništva iz 2010. u njemu je živjelo 847 stanovnika.